# Condado de Lake (Illinois)
O Condado de Lake (em inglês:  Lake County) é um dos 102 condados do estado americano de Illinois. A sede e maior cidade é Waukegan. Foi fundado em 1 de março de 1839.
O condado possui uma área de 3 544 km², dos quais 1 149 km² estão cobertos por terra e 2 395 km² por água, uma população de 703 462 habitantes, e uma densidade populacional de 612,2 hab/km² (segundo o censo nacional de 2010). É o terceiro condado mais populoso de Illinois.